# Бурачинський Ераст

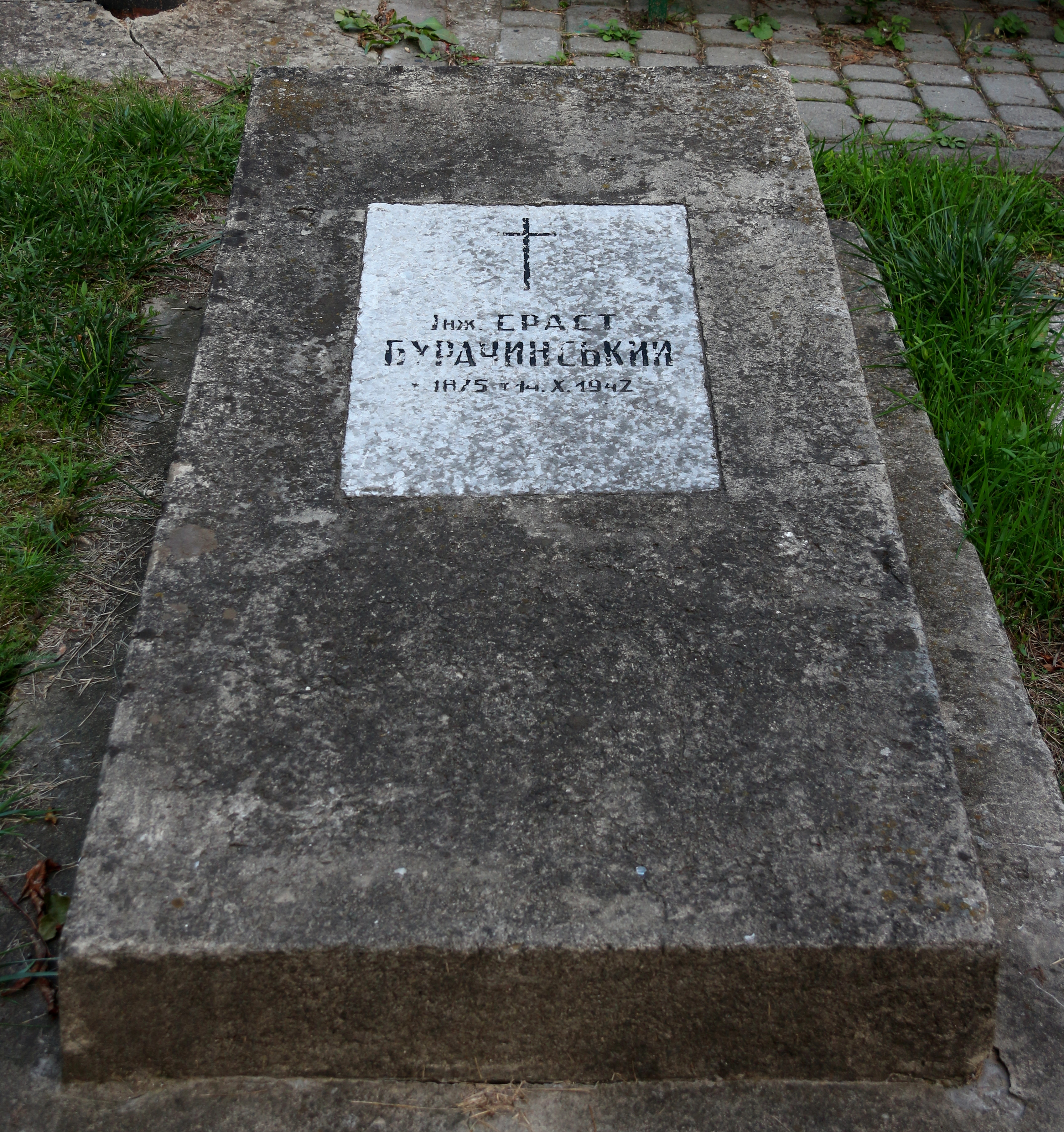

Ераст-Лонгин Йосипович Бурачи́нський  (*15 вересня 1875, Криворівня, Косівський повіт, Королівство Галичини та Володимирії — †14 жовтня 1942, Львів)  — інженер-лісотехнік, політичний та громадський діяч.

## Походження
Народився 15 вересня 1877 р. у селі Криворівня Косівського повіту (тепер Верховинський район) на Станиславівщині (тепер Івано-Франківська область) в родині пароха Йосипа Бурачинського та його дружини Зеновії.
Йосип Бурачинський (*1838 — †1903) навчався в Чернівцях, Львові, у Віденському університеті студіював теологію, українську літературу, класичну філологію. З 1862 року викладав класичну філологію у Чернівецькій гімназії. 1882 року одружився із Зеновією Навроцькою (*1843 — †1909), донькою пароха с. Кутузова Андрія Навроцького і Марії з Глібовицьких. 1862 року рукоположений і отримав призначення на парафію в с. Криворівня. З 1885 року і до смерті був парохом у с. Княждвір біля Коломиї.
У сім'ї Йосипа та Зеновії Бурачинських, крім Ераста, було 3 сини та 2 доньки:
- Цецилія  — Целіна (*1860 — †1924) — культурно-громадська діячка, дружина відомого лікаря Івана Куровця;
- Андрій (*1863 — †1941) — доктор медицини, військовий лікар-дерматолог, полковник, шеф санітарної служби УГА, член Українського лікарського товариства, культурно-громадський діяч, одружений з Людмилою Конрец;
- Марія (*1865 — †1935) — культурно-громадська діячка, збирач гуцульського фольклору, укладач словника гуцульських слів, одна з перших членкинь Товариства Руських женщин, дружина о. Олексія Волянського;
- О́сип (*1877 — †1948) — видатний український галицький правник, громадський та політичний діяч, посол до Буковинського сейму, державний секретар судівництва ЗУНР, одружений з Оленою Добровольською;
- Тит-Євген (*1880 — †1968) — видатний український лікар та громадський діяч, одружений із Зеновією Левинською.

## Трудова та громадська діяльність
Після закінчення інженерних студій працював у  Гриняві,  Берегометі над Серетом (Буковина). Потім працював у П'ятра-Нямці (Румунія), пізніше на півдні Румунії, а згодом переїхав до Калуша.
Був учасником Першого українського економічного конґресу, проведеного товариством «Просвіта» у  Львові 1 — 2 лютого 1909 року.
У часи діяльності ЗУНР був шефом відділу лісництва  Державного секретаріату земельних справ ЗУНР — уряду ЗУНР.
Помер Ераст Бурачинський 14 жовтня 1942 року в Львові, де і похований на  76 полі Личаківського цвинтаря.

## Родина
Дружина — Олена з Лопатинських. Мали трьох дітей:
- Юрія (* 1900) — студіював у  політехніці в  Празі. Помер у молодому віці;
- Ліду (* 28.12.1902 — † 29.01.1999) — інженер, журналістка, громадська діячка.
- Костянтина — дочка, померла в ранньому віці.